# 토니 덴먼
토니 덴먼(Tony Denman, 1979년 10월 22일 ~ )은 미국의 텔레비전 배우, 영화배우이다.
미니애폴리스에서 태어났다.

## 영화
- 어브로드 (2025년)
- 못말리는 섹스 아카데미 3 (2009년)
- 카페인 (2006년)
- 못말리는 섹스 아카데미 2 (2006년) - 뉴마 역
- 내 사랑 포르노 (2003년) - 프레드 역
- 못말리는 섹스 아카데미 (2003년) - 뉴머 역
- 데드 어버브 그라운드 (2002년)
- 소로리티 보이즈 (2002년)
- 울프 걸 (2001년)
- G Vs E (1999년)
- 고 (1999년)
- 킹 오브 더 힐 (1997년)
- 파고 (1996년) - 스코티 룬드가드 역
- 앵거스 (1995년)